# Mirelis Contreras
Pour les articles homonymes, voir Contreras.
Mirelis Contreras Moreno est une femme politique vénézuélienne. Elle est l'actuelle ministre du Service pénitentiaire depuis le 15 juin 2017.

## Carrière politique
Avant d'être désigné ministre du Service pénitentiaire le 15 juin 2017, elle était vice-ministre pour la Prise en charge du privé et de la privée de Liberté (Viceministerio para la Atención al Privado y Privada de Libertad, en espagnol).